# Wapen van Yucatán
Het wapen van Yucatán bestaat uit een groen schild met een brede gouden rand met daaronder op een lint de naam van deze Mexicaanse staat. In het groene deel staan een hert dat over een plant en stenen springt en een opkomende zon; in de gouden rand staan twee weergaven van Maya-bogen en twee weergaven van Spaans-koloniale gebouwen. Yucatán nam het wapen op 30 november 1989 in gebruik; daarvoor gebruikte men vaak het wapen van Mérida.
Het wapen staat centraal in de vorige niet-officiële vlag van Yucatán die tot en met 2024 gebruikte.